# مجموعه آسیابهای تنگ خمار
مجموعه آسیابهای تنگ خمار مربوط به دوره زند - دوره قاجار است و در شهرستان فسا، بخش شیب کوه، دهستان فدشکویه، روستای سنان، دامنه جنوبی کوه، حاشیه رودخانه تنگخمار واقع شده و این اثر در تاریخ ۲۶ اسفند ۱۳۸۶ با شمارهٔ ثبت ۲۱۸۳۳ به‌عنوان یکی از آثار ملی ایران به ثبت رسیده است.